# Jüdisches Museum Hohenems

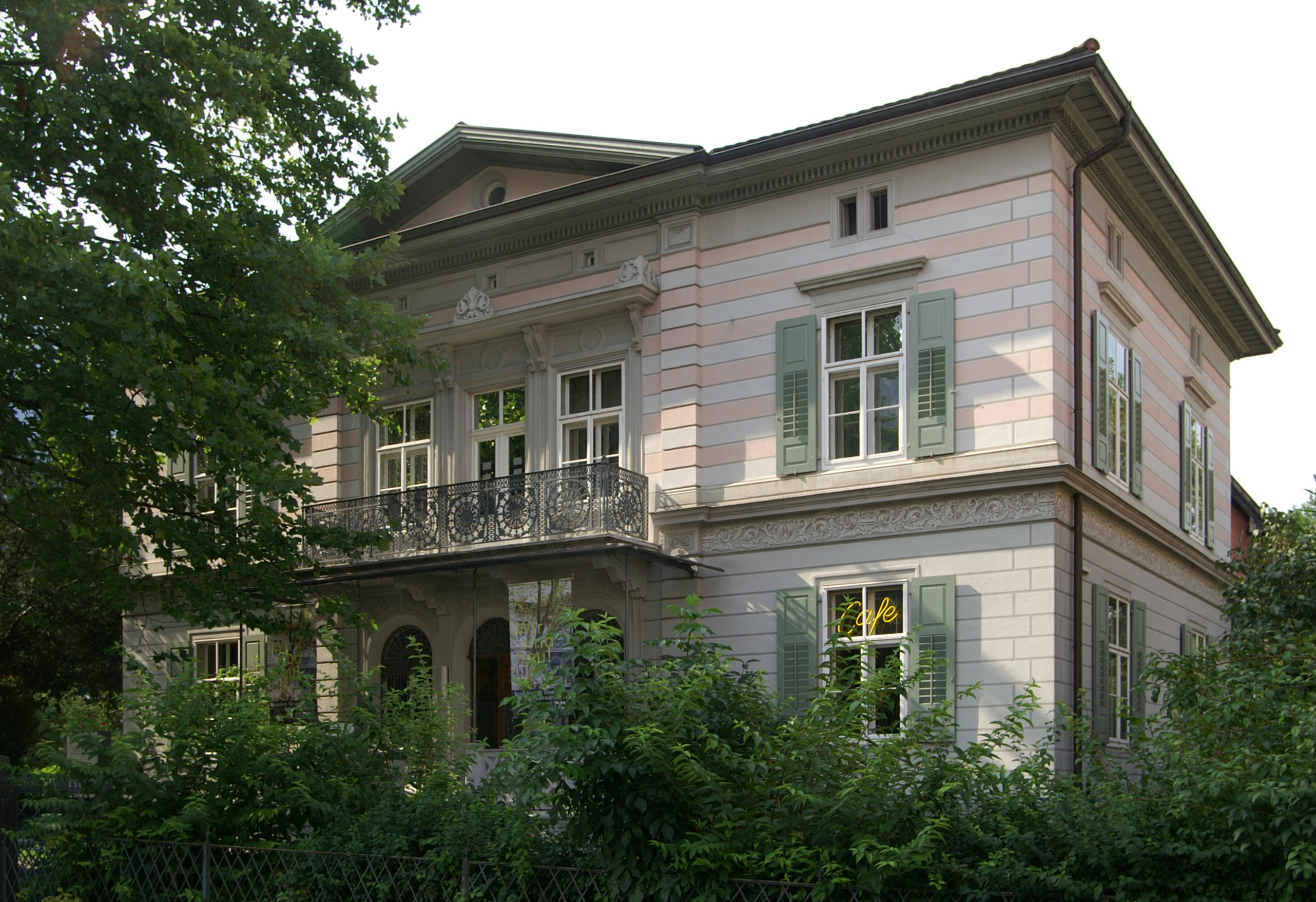
Schrägansicht der Hausfassade (2007)

Das Jüdische Museum Hohenems (Kürzel JMH) ist das regionale Museum für die Tradition der landjüdischen Gemeinde Hohenems und deren vielfältige Beiträge zur Entwicklung Vorarlbergs und der umliegenden Regionen (bis Bregenz und St. Gallen). Es beschäftigt sich auch mit jüdischer Gegenwart in Europa, der Diaspora und Israel und mit Fragen der Zukunft der europäischen Einwanderungsgesellschaft.
Da in Hohenems keine jüdische Gemeinde mehr besteht, kein jüdisches Leben mehr stattfindet, muss die Vermittlung und Kommunikation des Museums weitgehend durch nichtjüdische Personen gemacht werden.

## Museum

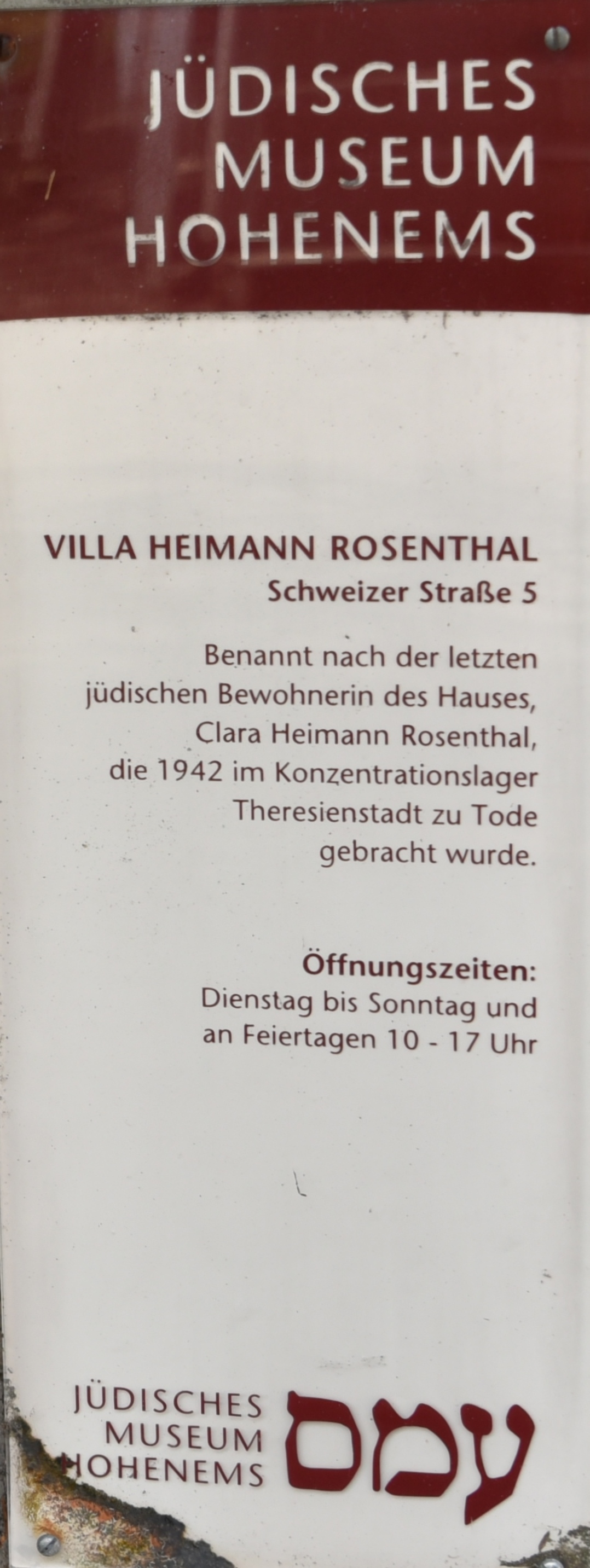
Jüdisches Museum Hohenems – Villa Heiman Rosenthal

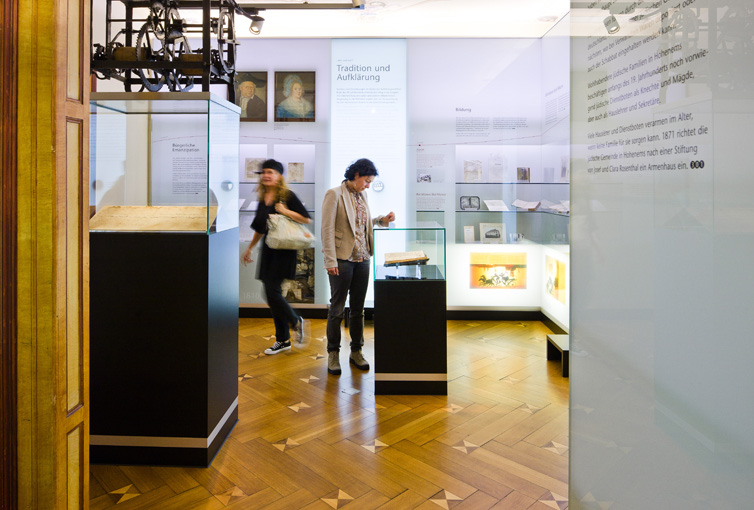
Im Jüdischen Museum Hohenems (2010)

Das Ende der jüdischen Gemeinde von Hohenems, der regionalen NS-Geschichte, Vertreibung und Deportation der letzten Gemeindemitglieder, Antisemitismus in Österreich und die Shoa / der Holocaust stellen einen Schwerpunkt dar. Außer der regionalen und globalen Geschichte widmet es sich den Menschen und ihren Geschichten und pflegt Beziehungen zu den Nachkommen jüdischer Familien aus Hohenems in aller Welt.
Die Dauerausstellung in der 1864 erbauten Villa Heimann-Rosenthal dokumentiert die Geschichte der jüdischen Gemeinde Hohenems, die über drei Jahrhunderte, bis zu ihrer Vernichtung in der NS-Zeit, existierte. Das Museum bietet jährliche Wechselausstellungen und ein umfangreiches Veranstaltungsprogramm.
Das Jüdische Museum Hohenems wurde im April 1991 in der Villa Heimann-Rosenthal im Zentrum des ehemaligen jüdischen Viertels eröffnet.
Die 2007 vollständig neu gestaltete Dauerausstellung präsentiert Spannungsfelder jüdischen Lebens im Fokus einer exemplarisch erzählten lokalen Geschichte und ihres Beziehungsraums. Konfrontiert mit den Fragen der Besucher entfaltet die Ausstellung die konkrete Lebenswirklichkeit der Diaspora im Kontext einer europäischen Geschichte von Migration und grenzüberschreitenden Beziehungen, Netzwerken und Globalisierung. Sie stellt Menschen in den Vordergrund, ihre Widersprüche und subjektiven Erfahrungen, ihre Lebensentwürfe und Bräuche: Menschen wie Salomon Sulzer, den Begründer der modernen europäischen Synagogenmusik, genauso wie Hausierer und Gastwirte, Rabbiner und Lehrer, Kaufleute und Fabrikanten, wie die Familie Rosenthal, in deren 1864 erbauter Villa das Museum untergebracht ist.
Seit der Eröffnung des Museums, im Kontakt mit den Nachkommen der Hohenemser Juden in aller Welt und durch vielfache Schenkungen, entstand eine große Sammlung von Alltagsgegenständen und persönlichen Dokumenten. Audioguides und Videostationen ermöglichen einen Zugang zu einer „Geschichte von innen“.
Die Ausstellung steht in deutscher, englischer und französischer Sprache für ein internationales Publikum bereit. Eine eigene Kinderausstellung wurde von Monika Helfer und Barbara Steinitz gestaltet.
Die Ausstellungsarchitektur stammt von Erich Steinmayr und Fritz Mascher, die Gestaltung erfolgte durch das Designbüro stecher id. Seit 2004 wird das Jüdische Museum Hohenems von Hanno Loewy geleitet.

## Entstehungsgeschichte
Als die Stadt Hohenems die von einer Fabrikantenfamilie erbaute Villa Heimann-Rosenthal 1983 erwarb und nach einer Nutzung für das Gebäude suchte, wurde bald die Möglichkeit eines jüdischen Museums diskutiert. Kulturpolitisch engagierte Bürger um Bürgermeister Otto Amann gründeten 1986 den Verein Jüdisches Museum Hohenems, um eine solche Institution einrichten zu können und damit die Möglichkeit zu bieten, jüdische Geschichte, Kult- und Kulturleben kennenzulernen. Otto Amann wurde auch zum ersten Präsidenten des Vereins gewählt.
1989 wurde der Historiker Kurt Greussing beauftragt, ein Museumskonzept zu erarbeiten, das die Geschichte der Juden in Vorarlberg unter der Perspektive des Verhältnisses zwischen Minderheit und Mehrheit veranschaulicht und dem Museumsbenutzer zugänglich macht. Ein Projektteam bestehend aus Bernhard Purin, Eva Grabherr und Sabine Fuchs hat dieses Konzept in knapp einem Jahr umgesetzt. Gemeinsam mit den Architekten (Elsa Prochazka und Mitarbeiter, Wien) und Grafikern (A&H Haller, Wien) wurde das Museum als „begehbares Buch“ konzipiert.
Bewusst wurde auf den Ankauf von Judaika verzichtet. Die wenigen Objekte, die noch von der jüdischen Gemeinde Hohenems erhalten geblieben sind, zeugen auch von der Tilgung dieser jüdischen Spuren in Vorarlberg. Die deshalb überwiegend zweidimensionalen Exponate sind durch ein komplexes, mehrschichtiges System von Darstellung, Übersetzung und Einordnung dem Museumsbesucher zugänglich gemacht. Ergänzend werden andere Medien wie Video, akustische Installation und Dias eingesetzt: Ein Sprachlabor stellt die auch in Vorarlberg gesprochene jiddische Sprache vor. Ein Raum ist der Musik des Hohenemsers Salomon Sulzer (1804–1890, Kantor), eines Erneuerers der Synagogenmusik, gewidmet. Im Dachgeschoß erzählen Zeitzeugen von ihren Erinnerungen an das jüdische Hohenems.
Die Dauerausstellung wurde 2007 gemeinsam mit den Architekten Erich Steinmayr und Friedrich Mascher, dem Designbüro stecher id und dem Ausstellungskurator Hannes Sulzenbacher neu konzipiert und gestaltet. Dabei wurden die Ausstellungsräume mit einer flexibel bespielbaren gläsernen Außenhülle umgeben, in der die Geschichte der Hohenemser Juden nun auch mit Blick auf Migration und Diaspora erzählt wird. Fragen jüdischer Religion, unterschiedliche Deutungen von Gesetzen und Festen werden nun in der Darstellung zyklischer Zeit der historischen Zeit gegenübergestellt und damit neu kontextuiert: als Ressource, aber auch als Konfliktstoff im Spannungsfeld zwischen Alltag, individuellem Leben und Tradition. Auch den Geschehnissen im 20. Jahrhundert wurde dabei mehr Raum gegeben werden, etwa durch Videoinstallationen über Hohenems als Station auf der Flucht zwischen 1938 und 1945. Um den internationalen Charakter des Museums zu verdeutlichen, wurde ein mehrsprachiges Audiosystem in die Ausstellung integriert. Schließlich wird die neue Ausstellung auch von einer Kinderausstellung begleitet, welche durch kleine Erzählungen und Schattenbilder jungen Menschen die Geschichte der Juden von Hohenems ein Stück näher bringt.

## Jüdisches Hohenems
Siehe Hauptartikel: Jüdisches Leben in Hohenems

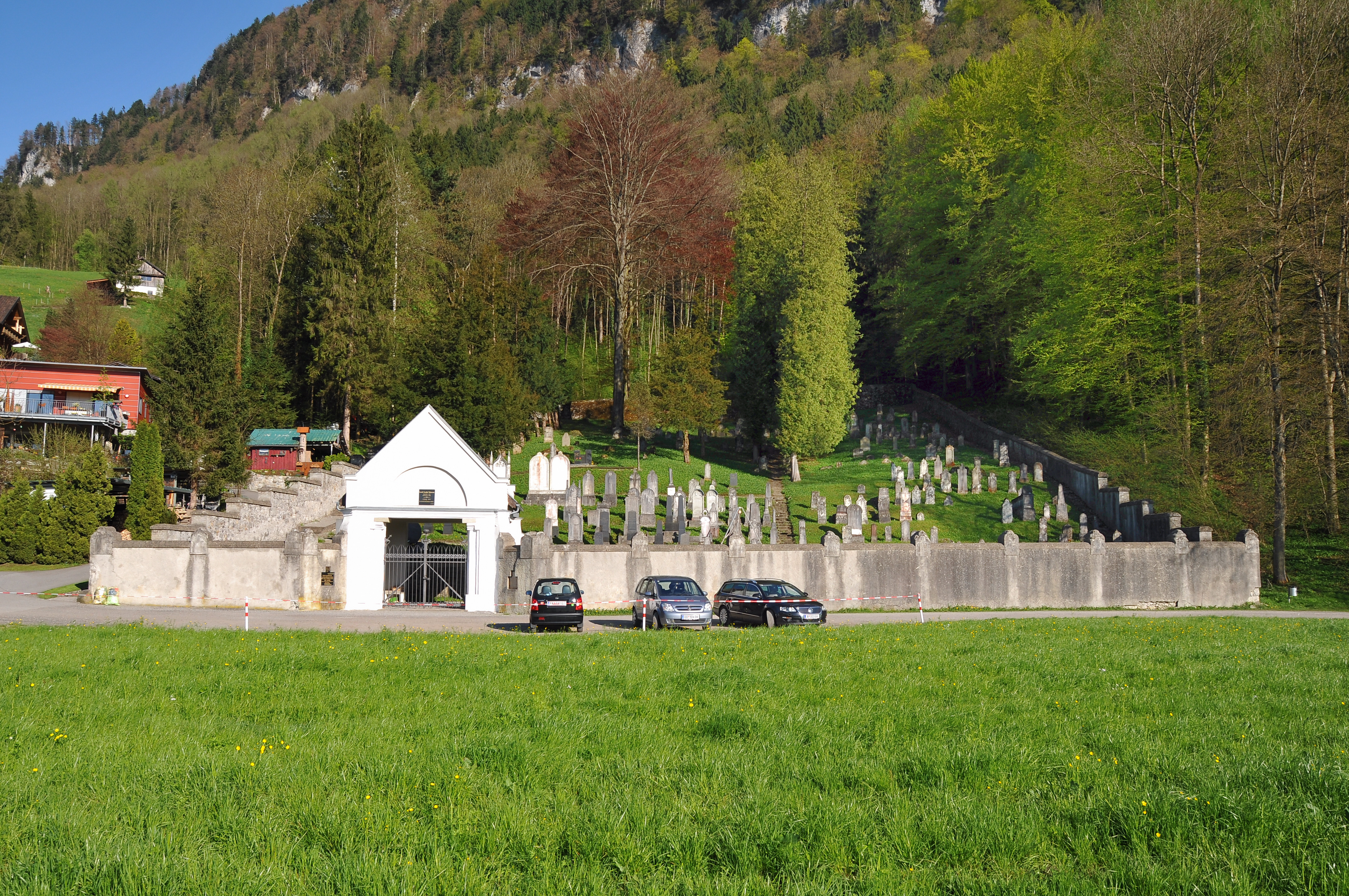
Jüdischer Friedhof, Römerstrasse 15 in Hohenems (2011)

Jüdische Geschichte beginnt in Hohenems 1617 mit der Ansiedlung der ersten Juden durch die örtliche Reichsgrafenfamilie (Schutzbrief) und endete 1942 mit den Deportationen ins Konzentrationslager Theresienstadt. Zusammen mit der ehemaligen Christengasse (heute Marktstraße) bildet das ehemalige jüdische Viertel den Kern des historischen Hohenems. Heute sind im Ort viele Spuren der jüdischen Geschichte lesbar gemacht worden, aber es gibt hier keine Jüdische Gemeinde mehr. Neben Synagoge, Schul, Armenhaus und Mikwe war ein 1797 gegründetes Café, das „Kaffeehaus Kitzinger“, bemerkenswert. Bis in die erste Hälfte des 19. Jahrhunderts wuchs die Gemeinde kontinuierlich; nach der Liberalisierung durch das Staatsgrundgesetz von 1867 folgte eine starke Abwanderung in umliegende, auch schweizerische, Städte. 1935 zählte die jüdische Gemeinde noch 35 Mitglieder. Nach Kriegsende wurden 1945 jüdische Displaced Persons (DPs) vorübergehend untergebracht. Der Jüdische Friedhof wird gelegentlich noch als Beerdigungsstätte genutzt. Aber von den ehemaligen Gemeindemitgliedern kehrte niemand zum Hierwohnen zurück.

## Kontakt zu Nachkommen der Hohenemser Juden
Das Jüdische Museum Hohenems hält Kontakt zu Nachkommen der Hohenemser Juden in aller Welt und zur 1998 gegründeten Vereinigung der „American Friends of the Jewish Museum Hohenems“. 1998 fand ein erstes Nachkommentreffen mit mehr als 160 Teilnehmern statt, weitere Treffen folgten 2008 (mit 120 Nachkommen) und 2017. Das Netzwerk der Hohenemser Diaspora bereichert die Arbeit des Jüdischen Museums und ist für die Nachkommen eine Brücke zwischen Vergangenheit und Gegenwart. Das Museum unterstützt Nachkommen bei der Kommunikation untereinander und bei genealogischen Recherchen.

## Auszeichnungen
- 2022: Für das Jahr 2022 wurde dem Museum der Österreichische Museumspreis zuerkannt, dessen Verleihung am 13. Oktober 2022 in Klagenfurt stattfand.[2]
- 2024: Schweizer Kulturpreis Goldiga Törgga der Rheintaler Kulturstiftung[3]

## Publikationen
Das Jüdische Museum Hohenems publiziert Kataloge, Sammelbände und Monographien zu Aspekten jüdischer Kultur, Geschichte und Gegenwart. Ausgangspunkt ist dabei sowohl der exemplarische Fokus der Hohenemser Jüdischen Gemeinde und ihr Fortleben in den Nachkommen der Hohenemser jüdischen Familien wie auch die breitgefächerte Ausstellungs- und Programmarbeit des Museums, die von der Geschichte der Juden im Bodenseeraum bis zu Fragen jüdischer Gegenwart in Europa im Kontext moderner Einwanderungsgesellschaften reicht.
in der Reihenfolge des Erscheinens
- Texte im Museum. Jüdisches Museum Hohenems, Hohenems 1991. (ISBN ungültig).
- Eva Grabherr (Hrsg.): Geschichten von Gegenständen. Judaika aus dem Beziehungsraum der Hohenemser Juden, the Gross family collection, Tel Aviv. Eine Ausstellung von: Jüdisches Museum Hohenems, 17. Juni bis 15. August 1994. Jüdisches Museum, Hohenems 1994, ISBN 3-901168-03-6.
- Eva Grabherr (Hrsg.): Juden in Hohenems . „… eine ganz kleine jüdische Gemeinde, die nur von den Erinnerungen lebt!“ Katalog des Jüdischen Museums. Jüdisches Museum, Hohenems 1996, ISBN 3-901168-04-4.
- Johannes Inama (Hrsg.): Ein Viertel Stadt. Zur Frage des Umgangs mit dem ehemaligen jüdischen Viertel in Hohenems. Studien Verlag, Innsbruck 1997, ISBN 3-7065-1254-8.
- Johannes Inama (Hrsg.): Rosenthals – Collage einer Familiengeschichte. Materialien zum Ausstellungsprojekt. Zwei Bände. Jüdisches Museum Hohenems, Hohenems 2002/2004, ISBN 3-901168-07-9.
- Hanno Loewy (Hrsg.): So einfach war das. Jüdische Kindheiten und Jugend seit 1945 in Österreich, der Schweiz und Deutschland. Eine Ausstellung des Jüdischen Museums Hohenems in Zusammenarbeit mit dem Jüdischen Museum Berlin, 21. März bis 23. Mai 2004. Jüdisches Museum Hohenems, Hohenems 2004, ISBN 3-901168-08-7.
- Johannes Inama, Hanno Loewy (Hrsg.): „wohl eine Illusion“? Geschichte und Gegenwart der Hohenemser Synagoge. Jüdisches Museum Hohenems, Hohenems 2004, ISBN 3-901168-09-5.
- Falk Wiesemann: Antijüdischer Nippes und populäre „Judenbilder“. Die Sammlung Finkelstein. Klartext Verlag, Essen 2005, ISBN 3-89861-502-2.
- Hanno Loewy (Hrsg.): Gerüchte über die Juden. Antisemitismus, Philosemitismus und aktuelle Verschwörungstheorien. Klartext Verlag, Essen 2005, ISBN 3-89861-501-4.
- Hanno Loewy, Michael Wuliger: Shlock Shop. Die wunderbare Welt des jüdischen Kitschs. Mosse, Berlin 2005, ISBN 3-935097-05-0.
- Hanno Loewy (Hrsg.): Hier. Gedächtnisorte in Vorarlberg. Bucher Verlag, Hohenems 2008, ISBN 978-3-902679-04-8.
- Hanno Loewy (Hrsg.): Heimat Diaspora. Das Jüdische Museum Hohenems. Bucher Verlag, Hohenems 2008, ISBN 978-3-902612-68-7.
  - Hanno Loewy (Hrsg.): At Home: Diaspora. The Jewish Museum Hohenems. Bucher Verlag, Hohenems 2008, ISBN 978-3-902612-69-4.
- Hanno Loewy, Gerhard Milchram (Hrsg.): Hast du meine Alpen gesehen? Eine jüdische Beziehungsgeschichte. Bucher Verlag, Hohenems 2009, ISBN 978-3-902679-41-3.
- Jüdisches Museum Hohenems (Hrsg.): Cantor Jacob Hohenemser. A Life for Jewish Music. Hohenems 2010. (Audio-CD, enthält die Aufnahmen der Schallplatte „The Cantor. Jacob Hohenemser“, produziert durch die Gemeinde „Temple Emanu-El“; Providence, Rhode Island).
- Monika Helfer, Michael Köhlmeier: Rosie und der Urgroßvater. Illustrationen von Barbara Steinitz. Hanser Verlag, München 2010, ISBN 978-3-446-23587-8.
- Jüdisches Museum Hohenems (Hrsg.): Edition Museumstexte 01. Die Dauerausstellung. Bucher Verlag, Hohenems 2010 (enthält die Texte aus der Dauerausstellung des Jüdischen Museums Hohenems, erhältlich auch in englischer, französischer und türkischer Sprache).
- Jüdisches Museum Hohenems (Hrsg.): Edition Museumstexte 02. Die Interviews. Hg. Jüdisches Museum Hohenems. Bucher Verlag, Hohenems 2010.
- Jüdisches Museum Hohenems (Hrsg.): Edition Museumstexte 03. Das jüdische Viertel. Ein Rundgang durch Hohenems. Bucher Verlag, Hohenems 2011.
  - Jüdisches Museum Hohenems (Hrsg.): Edition Museumstexte 03. The Jewish Quarter. A Walk around Hohenems. Bucher Verlag, Hohenems 2013.
- Regina Laudage-Kleeberg, Hannes Sulzenbacher (Hrsg.): Treten Sie ein! Treten Sie aus! Warum Menschen ihre Religion wechseln. Parthas Verlag, Berlin 2012, ISBN 978-3-86964-067-9.
- Hanno Loewy (Hrsg.): Jukebox Jewkbox! Ein jüdisches Jahrhundert auf Schellack & Vinyl. Bucher Verlag, Hohenems 2014, ISBN 978-3-99018-296-3. Mit einer beiliegenden Single.
- Hanno Loewy, Hannes Sulzenbacher (Hrsg.): Endstation Sehnsucht, Eine Reise durch Jeruschalajim – Jerusalem – Al Quds. Mit einem Fotoessay von Gallia Gur Zeev. Parthas Verlag, Berlin 2015, ISBN 978-3-86964-107-2.
- Hanno Loewy, Anika Reichwald (Hrsg.): Übrig. Ein Blick in die Bestände. Bucher Verlag, Hohenems 2016, ISBN 978-3-99018-311-3.
- Michaela Feurstein-Prasser, Felicitas Heimann-Jelinek (Hrsg.) Die weibliche Seite Gottes. Bucher Verlag, Hohenems 2017, ISBN 978-3-99018-406-6.
- Jüdisches Museum Hohenems (Hrsg.): alte Freiheiten von ems | Old Liberties Of Hohenems. (Zeitung)
  - Erste Ausgabe: 1. Juli 2017 (anlasslich des 400. Jahrestags des Inkrafttretens des Hohenemser Schutzbriefs am 1. Juli 1617).
  - Zweite Ausgabe: 1. Juli 2018 (dokumentiert das Nachkommentreffen der Hohenemser jüdischen Familien, das vom 27. bis 30. Juli 2017 in Hohenems stattfand).
- Boaz Levin, Hanno Loewy, Anika Reichwald (Hrsg.): Sag Schibbolet! Von sichtbaren und unsichtbaren Grenzen. Bucher Verlag, Hohenems 2018, ISBN 978-3-99018-459-2.
  - Boaz Levin, Hanno Loewy, Anika Reichwald (Hrsg.): Say Shibboleth! On Visible and Invisible Borders. Bucher Verlag, Hohenems 2018, ISBN 978-3-99018-470-7.